# Morkulltjärnen
Morkulltjärnen var en sjö i Yxsjöberg i Ljusnarsbergs kommun i Västmanland som ingick i Norrströms huvudavrinningsområde. Sjön hade en area på 0,0675 kvadratkilometer och ligger 304,8 meter över havet. Den är igenfylld.

## Delavrinningsområde
Morkulltjärnen ingår i det delavrinningsområde (665181-144168) som SMHI kallar för Ovan Nordtjärnsälven. Medelhöjden är 310 meter över havet och ytan är 87 kvadratkilometer. Det finns inga avrinningsområden uppströms utan avrinningsområdet är högsta punkten. Rällsälven (Nittälven) som avvattnar avrinningsområdet har biflödesordning 3, vilket innebär att vattnet flödar genom totalt 3 vattendrag innan det når havet efter 282 kilometer. Avrinningsområdet består mestadels av skog (75 procent). Avrinningsområdet har 3,82 kvadratkilometer vattenytor vilket ger det en sjöprocent på 4,4 procent.